# Кубок Північної Ірландії з футболу 2003—2004
Кубок Північної Ірландії з футболу 2003–2004 — 124-й розіграш кубкового футбольного турніру в Північній Ірландії. Титул вдвадцяте здобув Гленторан.

## 1/16 фіналу
| Команда 1         | Рахунок | Команда 2                 |
| ----------------- | ------- | ------------------------- |
| 17 січня 2004     |         |                           |
| Балліклер Комрадс | 3:0     | Доунгал Селтік            |
| Кліфтонвілл       | 5:1     | Лісберн Дістіллері        |
| Колрейн           | 1:1     | Харленд-енд-Вульф Велдерс |
| Крузейдерс        | 0:1     | Брентвуд                  |
| Данганнон Свіфтс  | 3:1     | Баллінур Олд Бойс         |
| Гленторан         | 4:2     | Балліміна Юнайтед         |
| Ларн              | 2:0     | Інститут                  |
| Лімаваді Юнайтед  | 4:0     | Арма Сіті                 |
| Лінфілд           | 0:0     | Каррік Рейнджерс          |
| Лофголл           | 3:1     | Кіллілей Ют               |
| Лурган Селтік     | 1:3     | Бангор                    |
| Ньюрі Таун        | 2:2     | Баллімоні Юнайтед         |
| Ома Таун          | 5:3     | Альберт Фаундрі           |
| Портадаун         | 0:1     | Гленавон                  |
| Тобермор Юнайтед  | 3:1     | Нортел                    |
| 19 січня 2004     |         |                           |
| Ардс              | 10:0    | Донард Госпітал           |

Перегравання
| Команда 1         | Рахунок | Команда 2                 |
| ----------------- | ------- | ------------------------- |
| 20 січня 2004     |         |                           |
| Колрейн           | 4:1     | Харленд-енд-Вульф Велдерс |
| Каррік Рейнджерс  | 1:4     | Лінфілд                   |
| 22 січня 2004     |         |                           |
| Баллімоні Юнайтед | 1:3     | Ньюрі Таун                |

## 1/8 фіналу
| Команда 1         | Рахунок | Команда 2        |
| ----------------- | ------- | ---------------- |
| 14 лютого 2004    |         |                  |
| Балліклер Комрадс | 0:2     | Ардс             |
| Бангор            | 0:0     | Лінфілд          |
| Кліфтонвілл       | 0:1     | Колрейн          |
| Данганнон Свіфтс  | 1:1     | Гленавон         |
| Лофголл           | 0:0     | Гленторан        |
| Ньюрі Таун        | 2:1     | Ларн             |
| Ома Таун          | 2:1     | Брентвуд         |
| Тобермор Юнайтед  | 0:4     | Лімаваді Юнайтед |

Перегравання
| Команда 1      | Рахунок | Команда 2        |
| -------------- | ------- | ---------------- |
| 17 лютого 2004 |         |                  |
| Гленторан      | 2:0     | Лофголл          |
| Гленавон       | 1:0     | Данганнон Свіфтс |
| 18 лютого 2004 |         |                  |
| Лінфілд        | 7:0     | Бангор           |

## 1/4 фіналу
| Команда 1        | Рахунок | Команда 2 |
| ---------------- | ------- | --------- |
| 6 березня 2004   |         |           |
| Ардс             | 1:2     | Ома Таун  |
| Лімаваді Юнайтед | 2:0     | Гленавон  |
| Лінфілд          | 0:1     | Гленторан |
| Ньюрі Таун       | 1:1     | Колрейн   |

Перегравання
| Команда 1      | Рахунок | Команда 2  |
| -------------- | ------- | ---------- |
| 9 березня 2004 |         |            |
| Колрейн        | 3:1     | Ньюрі Таун |

## 1/2 фіналу
| Команда 1     | Рахунок | Команда 2        |
| ------------- | ------- | ---------------- |
| 3 квітня 2004 |         |                  |
| Гленторан     | 4:1     | Ома Таун         |
| Колрейн       | 3:1     | Лімаваді Юнайтед |

## Фінал
| 1 травня 2004 |

| Колрейн | 0:1      | Гленторан    |
| ------- | -------- | ------------ |
|         | Протокол | Холлідей 21' |

| Віндзор Парк, Белфаст Глядачів: 8 300 |